# 하타야마촌 (아이치현)
하타야마촌(幡山村)은 아이치현 아이치군에 설치되었던 촌이다. 현재의 세토시에 해당한다.